# Boé
 Boé  là một xã thuộc tỉnh Lot-et-Garonne trong vùng Nouvelle-Aquitaine phía tây nam nước Pháp. Xã này nằm ở khu vực có độ cao trung bình 51 mét trên mực nước biển.
Sông Séoune tạo thành một phần ranh giới phía đông htị trấn, sau đó chảy vào sông Garonne, sông tạo thành ranh giới đông nam và tây nam thị trấn.